# 사춘기
사춘기(思春期, 영어: puberty)는 육체적, 정신적으로 어린이에서 성인이 되는 시기로서 사람마다 다르지만, 평균적으로 만 11~13세부터 시작된다.
이 시기 동안 심리적 신체적으로 큰 변화가 일어나며 사춘기가 되면 남자는 남성의 몸으로, 여자는 여성의 몸으로 변모하게 된다.
여자는 보통 11~13세부터 생리가 시작되는데 이는 아기를 가질 수 있는 어른의 몸이 되었음을 의미하며 이를 주기적으로 나누어 놓은 것을 월경 주기라고 한다(단, 여자의 자궁은 19~20살이 되어야 완성된다).
남자는 잠을 자고 있는 동안 야한 꿈을 꾸며 사정을 하게 되는데 이를 몽정이라고 한다.
이러한 사춘기 남자의 몽정, 여자의 생리, 남녀의 자위는 지극히 정상적인 현상으로 전혀 부끄러운 것이 아니다.
여자가 남자보다 2~3년 정도 빠르며 2차 성징이 끝나고 나면 청소년(청소년기)을(를) 끝내고 본격적인 성인이 된다.
심리적으로는 예민해지며 사소한 일에도 쉽게 짜증을 내기도 하고, 혼자 있고 싶어한다든지, 어디론가 떠나고 싶어하는 것을 좋아한다.
특히 뇌 발달의 영향으로 자아가 형성된다. 이 영향으로 사춘기에 부모하고 마찰을 겪는 경우가 많다.

## 남성하고 여성의 사춘기 차이점
사춘기 사이의 가장 중요한 두 가지 차이점은 그것이 시작되는 나이와 관련된 주요 성 스테로이드, 테스토스테론(남성호르몬) 및 에스트로겐(여성호르몬)이다.
정상적인 연령대가 다르긴하지만, 여자들은 보통 11~12세에 사춘기가 시작되어 13~15세에 절정을 이루고 나서 대개 17~18세 사이에 끝난다.
남자들은 대개 12~13세 사이에 시작되어 14~16세에 절정을 이룬 다음 17~19세 사이에 끝난다. 여자들은 사춘기의 첫 번째 육체 변화 이후 약 4년 동안 재현성 있는 성숙을 이룰 수 있다.
반대로 남자들은 더 천천히 감속하지만 초기 청소년기에 눈에 보이는 변화가 있은 후 약 6년 동안 계속 성장한다. 사춘기 이후의 신장 증가는 신장의 나이를 넘어서서 드물다.

## 사춘기 남녀 호르몬 변화

왼쪽은 여자 오른쪽은 남자
1 소포 - 호르몬 자극 - 난포자극호르몬(FSH)
2 황체형성호르몬 - LH
3 황체호르몬(프로게스테론)
4 에스트로겐
5 시상하부
6 뇌하수체
7 난소
8 임신 - hCG (사람 융모생식샘자극호르몬)
9 테스토스테론(남성호르몬)
10 고환
11 자극
12 프로락틴(젖분비호르몬) - PRL

## 변화

### 신체
| 공통 1. 남자하고 여자 모두 겨드랑이, 성기에 털이 난다. 2. 하지만 성에 따라 털의 위치가 다른데 남성 호르몬이 분비되는 남성은 턱, 가슴, 배, 음낭 주변에 털이 자랄 수 있다. 3. 또한 남성은 변성기가 오기도 하며 여성의 경우에도 오는 사람이 있다. | 남자 1. 고환과 음경이 커진다. 또한, 멜라닌에 의해 생식기의 색이 거뭇해진다. 그리고 음경 주위로 음모가 자란다(음모의 성장은 개인차가 큰 편이다). 2. 목 속에 있는 성대(울대 뼈)가 커진다. 3. 신장이 급격하게 커진다. 4. 수염이 나기 시작하며, 면도를 하게 된다. 5. 근육이 발달된다. 6. 몽정을 한다. | 여자 1. 유방이 커져서 브래지어를 착용하게 된다. 2. 점점 음순 주위로 음모가 넓게 자라며 색이 거뭇해진다(음순이나 음모의 성장은 개인차가 큰 편이다). 3. 성기의 색 또한 성경험과 무관하게 개인차가 큰 편이다. 4. 보통 18~19세 전후로 발육이 완성된다. 5. 생리가 시작되며, 한 달에 한 번씩 생리대를 사용한다. |

| 남성은 사춘기에 성대의 성장으로 목소리가 낮아지고 울대뼈가 돋아난다. | 가끔 어른들처럼 술을 마시고 싶다거나 담배를 피우고 싶다고 할 때가 있고 사춘기 이전 때와는 달리 성격이 다소 거칠어지거나 예민해질 수 있다. 남학생의 경우 면도를 하고 싶다거나 형이나 아버지들이 쓰는 화장품을 바르고 싶어하는 성향이 있으며 여학생들의 경우 언니나 어머니들이 쓰는 화장품을 바르고 싶어질 때가 있다. 자연스럽게 연애에 눈을 뜨게 되는 시기라 이 시기부터 연애를 하는 경우도 있다. 또한 사춘기 때는 감정의 변동이 심하다. |

## 같이 보기
- 아동의 성
- 2차 성징
- 성조숙증
- 사춘기지연
- 성교
- 인류의 유생연장